# Curtiss Aeroplane and Motor Company

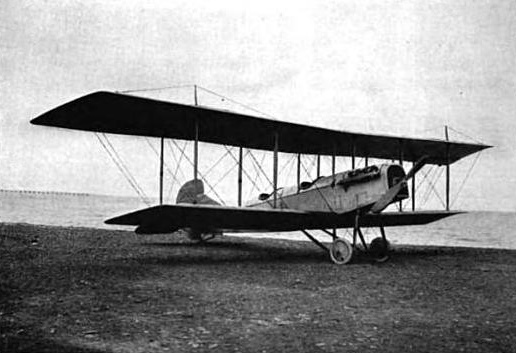

Curtiss Aeroplane and Motor Company («Ке́ртисс») — несуществующая ныне американская авиастроительная фирма, основанная в 1916 году пионером авиации Гленом Кёртиссом. В 1920-е—1930-е годы фирма была крупнейшим в США производителем авиационной техники. После ухода Глена Кёртисса из компании Curtiss Aeroplane and Motor Company стала частью Curtiss-Wright Corporation.

## История
20 марта 1909 года Гленн Кёртисс и его партнёр Августус Мур Херринг основали первую в США авиастроительную фирму — Herring-Curtiss Company. В 1910 году компания была переименована в Curtiss Aeroplane Company. С 1961 года компания стала активно осваивать сферу ракетостроения в сегментах ракетно-космической техники и ракетного вооружения.

### Curtiss Aeroplane and Motor Company
Curtiss Aeroplane and Motor Company была создана 13 января 1916 года путём объединения компаний Curtiss Aeroplane Company и Curtiss Motor Company. В феврале 1916 года дочерней фирмой компании стала Burgess Company

### Curtiss-Wright Corporation
5 июля 1929 года Curtiss Aeroplane and Motor Company вместе с одиннадцатью дочерними компаниями вошла в состав Curtiss-Wright Corporation . Одним из последних проектов, разрабатывавшихся компанией, стал вертолёт Curtiss-Bleecker SX-5-1.

## Слияния и поглощения
- Abrams Instrument Corp. — военная электроника (1961);[4]
- Advanced Miniaturized Electronics Inc. — военная электроника (1961);[4]
- Target Rock Corp. — ядерная энергетика (1961).[4]

## Продукция фирмы

### Авиационная техника
| - Curtiss Model D - Curtiss Model E - Curtiss Model F - Curtiss H-1, 2, 4, 8, 12 & 16 - Curtiss Model J - Curtiss Model K - Curtiss Model L - Curtiss Model N - Curtiss JN - Curtiss Twin JN - Curtiss Model R - Curtiss Model S - Curtiss HS | - Curtiss NC - Curtiss 18T - Curtiss HA - Curtiss Oriole - Curtiss MF - Curtiss Eagle - Curtiss PN-1 - Curtiss CR - Curtiss CT-1 - Curtiss TS-1 - Curtiss CS - Curtiss R2C - Curtiss PW-8 | - Curtiss Hawk - Curtiss Hawk II - Curtiss Falcon - Curtiss Carrier Pigeon - Curtiss Lark - Curtiss R3C - Curtiss F7C Seahawk - Curtiss Fledgling - Curtiss Robin - Curtiss B-2 Condor - Curtiss Tanager - Curtiss Kingbird - Curtiss Thrush |

### Авиационные двигатели
- Curtiss A-2 (engine)
- Curtiss OX-5
- Curtiss OXX
- Curtiss C-6
- Curtiss D-12 (Curtiss V-1150)
- Curtiss K-12
- Curtiss V-2
- Curtiss V-1570 Conqueror
- Curtiss H-1640 Chieftain
- Curtiss R-600 Challenger
- Curtiss R-1454